# John Casali
John Casali é um sonoplasta britânico. Como reconhecimento,venceu o  Óscar 2019 na categoria de Melhor Mixagem de Som por Bohemian Rhapsody (2018).